# Андреас Глинијадакис
Андреас Глинијадакис (грч. Ανδρέας Γλυνιαδάκης; Ханија, 26. август 1981) бивши је грчки кошаркаш. Играо је на позицији центра.

## Биографија
Професионалну каријеру започео је у Панатинаикосу у коме је провео 4 пуне сезоне у периоду од 1997. до 2001. године. Са зеленима је у све те 4 сезоне освајао национално првенство, а 2000. дошли су и до титуле првака Европе. Након напуштања Панатинаикоса провео је по сезону у Панелиниосу, Перистерију и атинском АЕК-у.
У међувремену је на НБА драфту 2003. изабран као 58. пик од стране Детроит пистонса, а своју америчку авантуру започео је у сезони 2005/06. играњем за Роанок дезл, да би у јануару 2006. прешао у Албукерки тандербирдсе са којима је те сезоне освојио титулу првака НБА развојне лиге. У сезони 2006/07. добио је прилику и у НБА лиги, а у дресу Сијетл суперсоникса одиграо је 13 мечева, пре него што се у јануару 2007. поново прикључио Албукерки тандербирдсима.
У мају 2007. вратио се у Европу и сезону 2006/07. окончао у Виртусу из Болоње. Наредне две сезоне био је играч Марусија, а 2009. прешао је у Олимпијакос у коме је провео три године. Са Олимпијакосом уписао је још једну титулу првака Европе и то у сезони 2011/12, а освојио је и национално првенство 2012, као и два купа 2010. и 2011. године.
Сезону 2012/13. провео је у казахстанској Астани која је тада дошла до дупле круне у националним такмичењима. Сезону 2013/14. започео је у Лијетувос ритасу, али је јануара 2014. прешао у Апоел са којим је те године освојио кипарско првенство.
Члан је сениорске репрезентације Грчке која је на Европском првенству 2009. дошла до бронзане медаље. Исту медаљу освојио је и са јуниорским националним тимом на Европском првенству 1998. године.

## Успеси

### Клупски
- Панатинаикос:
  - Евролига (1) : 1999/00.
  - Првенство Грчке (4): 1997/98, 1998/99, 1999/00, 2000/01.
- Албукерки тандербирдси:
  - НБА развојна лига (1) : 2005/06.
- Олимпијакос:
  - Евролига (1) : 2011/12.
  - Првенство Грчке (1): 2011/12.
  - Куп Грчке (2): 2010, 2011.
- Астана:
  - Првенство Казастана (1): 2012/13.
  - Куп Казастана (2): 2013.
- Апоел:
  - Првенство Кипра (1): 2013/14.

### Репрезентативни
- Европско првенство:  2009.
- Европско првенство до 18 година:  1998.